# Cyclone Monica
Le cyclone Monica est un cyclone tropical qui toucha l'Australie pendant la saison des cyclones 2005–2006 de l'hémisphère sud.
Il a été classé de force 5.
La pression atmosphérique aurait été de 869 hPa, ce qui serait la plus basse pression atmosphérique après celle du typhon Tip en 1979 qui a été mesurée à 870 hPa. Mais ces mesures sont controversées.